# Jean Dausset
Jean-Baptiste-Gabriel-Joachim Dausset (ur. 19 października 1916 w Tuluzie, zm. 6 czerwca 2009 w Palma de Mallorca) – francuski immunolog.
Laureat Nagrody Nobla w dziedzinie fizjologii lub medycyny, którą otrzymał w 1980 roku, wraz z Barujem Benacerrafem i George'em Davisem Snellem, za odkrycia dotyczące genów głównego układu zgodności tkankowej.